# Dům U Zlatého anděla
Dům U Zlatého anděla (dříve také U černého anděla nebo U tří věží) je nárožní dům v Praze 1 na Starém Městě v sousedství Prašné brány. Jde o čtyřkřídlý objekt čp. 588/I v s hlavním průčelím do Celetné ulice a bočními fasádami do Králodvorské a Templové ulice. Dům je od roku 1958 chráněnou památkou.

## Historie

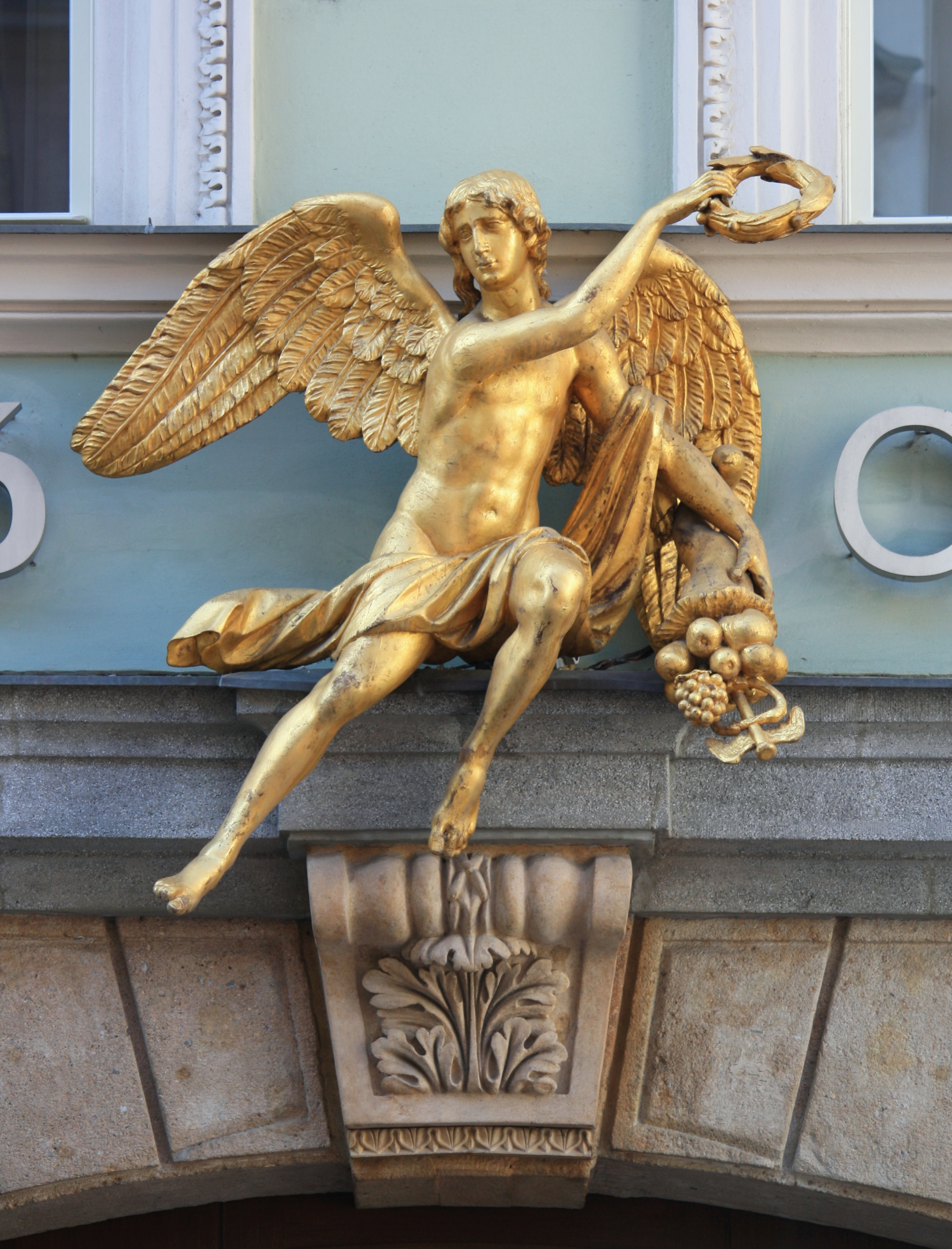
Domovní znamení Zlatého anděla

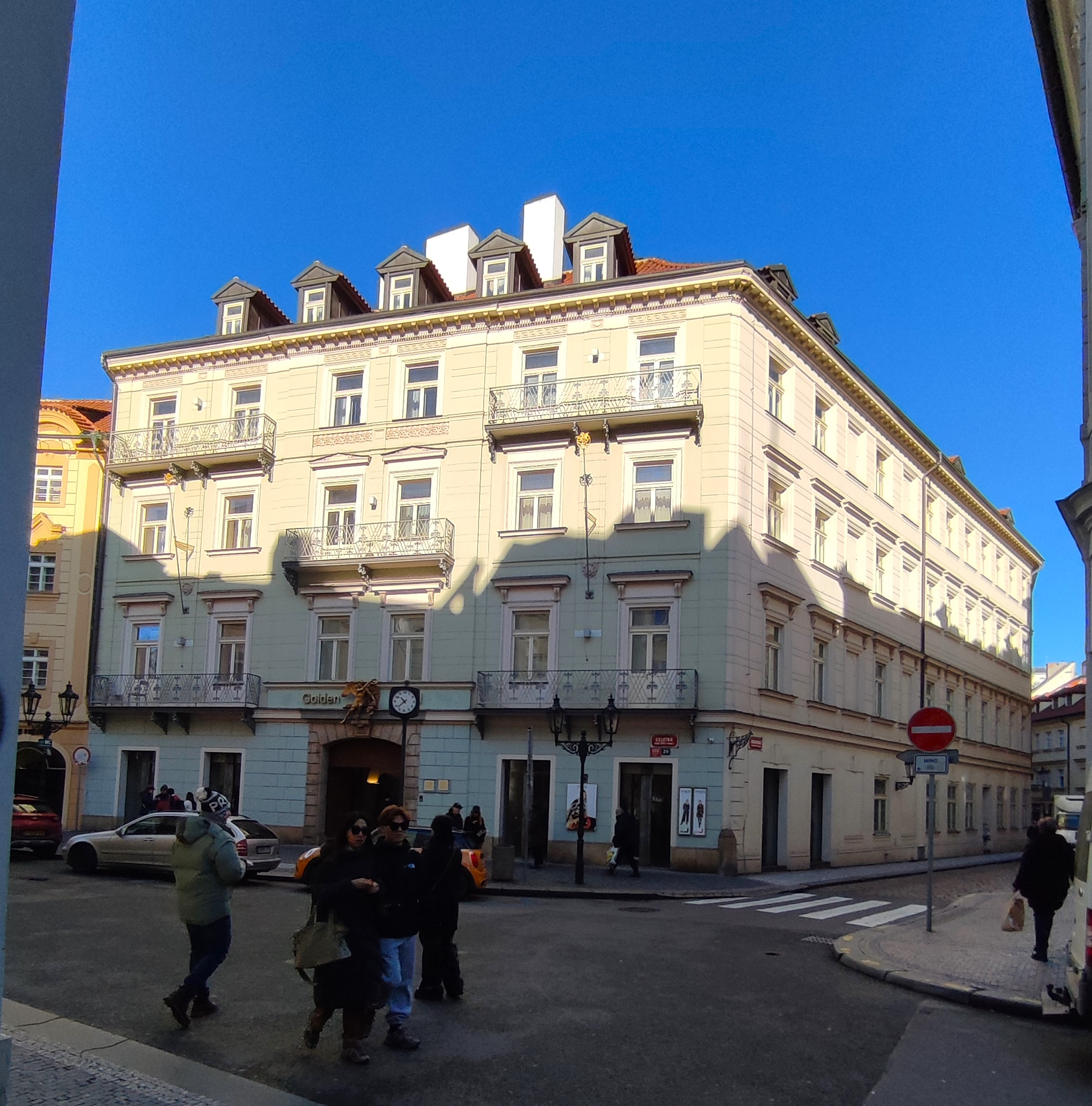
U Zlatého anděla (2024)

Dům stojí na místě asi pěti domů středověkých. První byl nárožní; poprvé je písemně uveden od roku 1333, kdy jej drželi bratři Salman a Velfl Salmové, Salmanův syn Prokop se stal roku 1387 novoměstským konšelem. Dům však již v roce 1365 zakoupil kožešník Henslin ze Žitavy, dochoval se z té doby kamenný sklep. Druhý dům v západní části dnešní hlavní budovy má rovněž gotické sklepy, ze 2. poloviny 14. století. Roku 1516 dům držel královský kuchmistr Hájek z Hodětína.
V roce 1653 se uvádějí čtyři domy v majetku Bohuchvala Berky z Dubé, roku 1663 je zničil požár. V roce 1713 zbyl jen Brandštejnský dům s hostincem. Barokní novostavba mohla vzniknout již během druhé poloviny 17. století, nebo až kolem roku 1725, kdy se dům uvádí jako nově postavený. Roku 1778 byl dům adaptován na hotel, jemuž sloužil dlouhodobě a opět po roce 2005.
V letech 1816 a 1824 došlo ke klasicistním přestavbám Karla Schmidta a Josefa Krannera. Vnější podobu fasád a pavlačí dovršil roku 1860 J. Šíma.
Když při revoluci 12. června roku 1848 oknem protějšího domu prolétla střela určená generálu Windischgrätzovi, která usmrtila jeho manželku, pobývali v ústraní hotelového pokoje U Zlatého anděla dva delegáti Slovanského sjezdu Jan Helcelet a Jerzy Henryk Lubomirski, kteří připravovali petici císaři.

### Slavní hosté
Ruský revolucionář a anarchista Michail Bakunin (1848), královna dánská (1862), saský král s rodinou (1866), hannoverský král s rodinou (1866), později kurfiřt hesenský, řecká královna a další hosté, jejichž pamětní kniha byla v hotelu zachována ještě v roce 1903.
Podobu hotelu po roce 1860 zachytil v kresbě Jindřich Eckert.
V 60.–80. letech 20. století zde byly kanceláře OPBH a v bočním křídle do Králodvorské ulice obchod s polotovary.

## Popis
Čtyřkřídlý objekt má hlavní třípatrovou budovu obrácenou do Celetné ulice a boční křídla do Králodvorské a do Templové ulice. Fasáda je šestiosá, střední dvojosý rizalit má v přízemí portál s bosovanou rustikou a kamenný klenák s tesaným akantovým listem pod volutou. V nadpraží je usazena kopie pozdně klasicistní sochy anděla z pozlaceného dřeva. V pravici pozdvihuje věnec slávy, v levici drží roh hojnosti, z něhož se sype ovoce a vyčnívá okřídlená hůl obchodníka. Ve druhém patře je jeden střední balkón, v prvém a třetím patře dva, s částečně rekonstruovaným litinovým zábradlím. Balkóny jsou neseny litinovými konzolami s figurami gryfů.
Fasádu pater rovněž zdobí rustika, šambrány oken mají štukový dekor.
Fasáda do Královodvorské ulice je dvanáctiosá, v přízemí novodobě upravená. Fasáda do Templové ulice je zalomená, a tak opticky oddělená od hlavní budovy, zcela hladká.
Dvorní fasády mají klasicistní pavlače nesené krakorci a ve vyšších patrech uzavřené bedněním s polokruhovými okny. Východní partie přízemí a interiéry byly opakovaně přestavěny ve 20. století, dům je užíván jako průchodní.

## Galerie

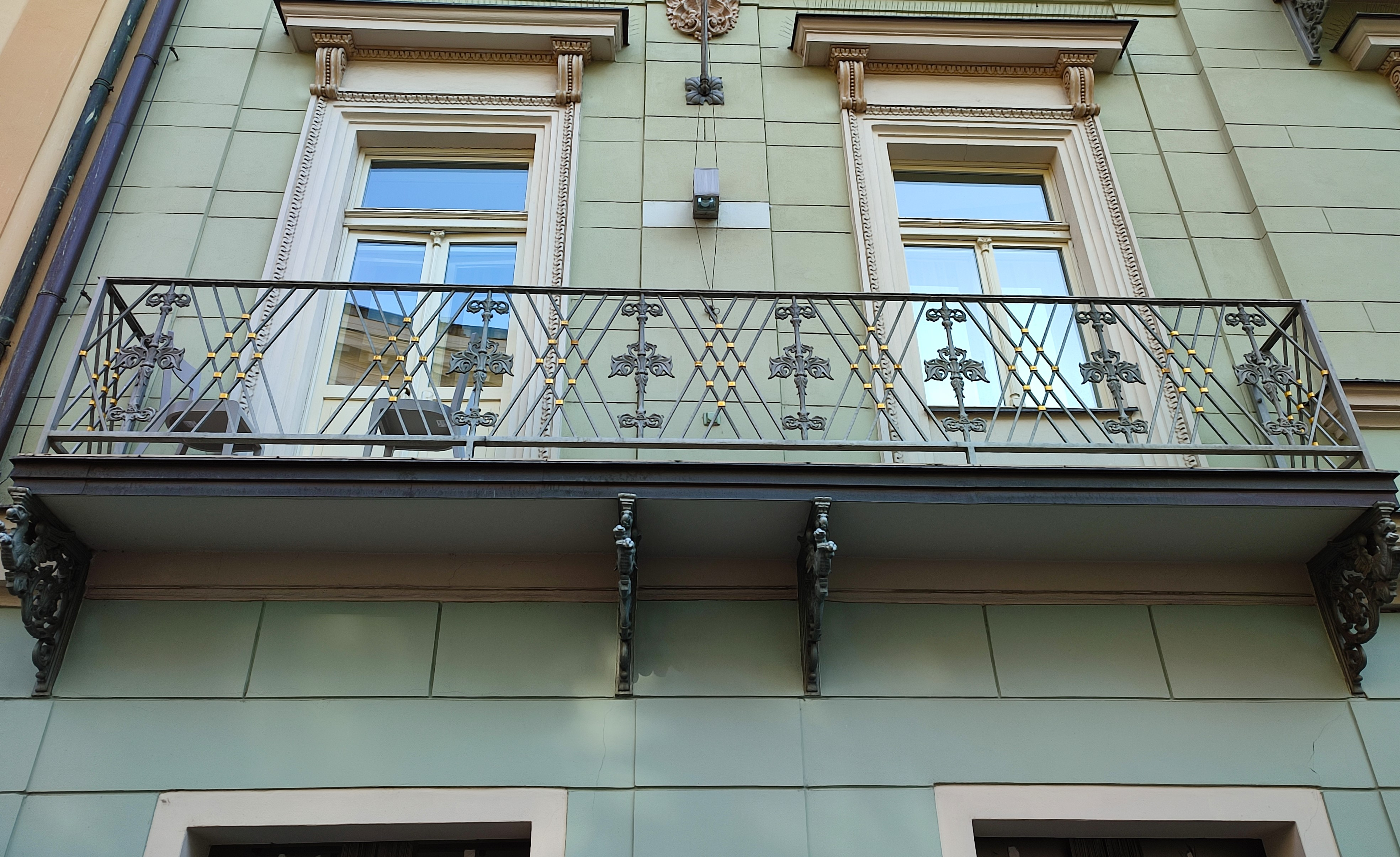
Balkón
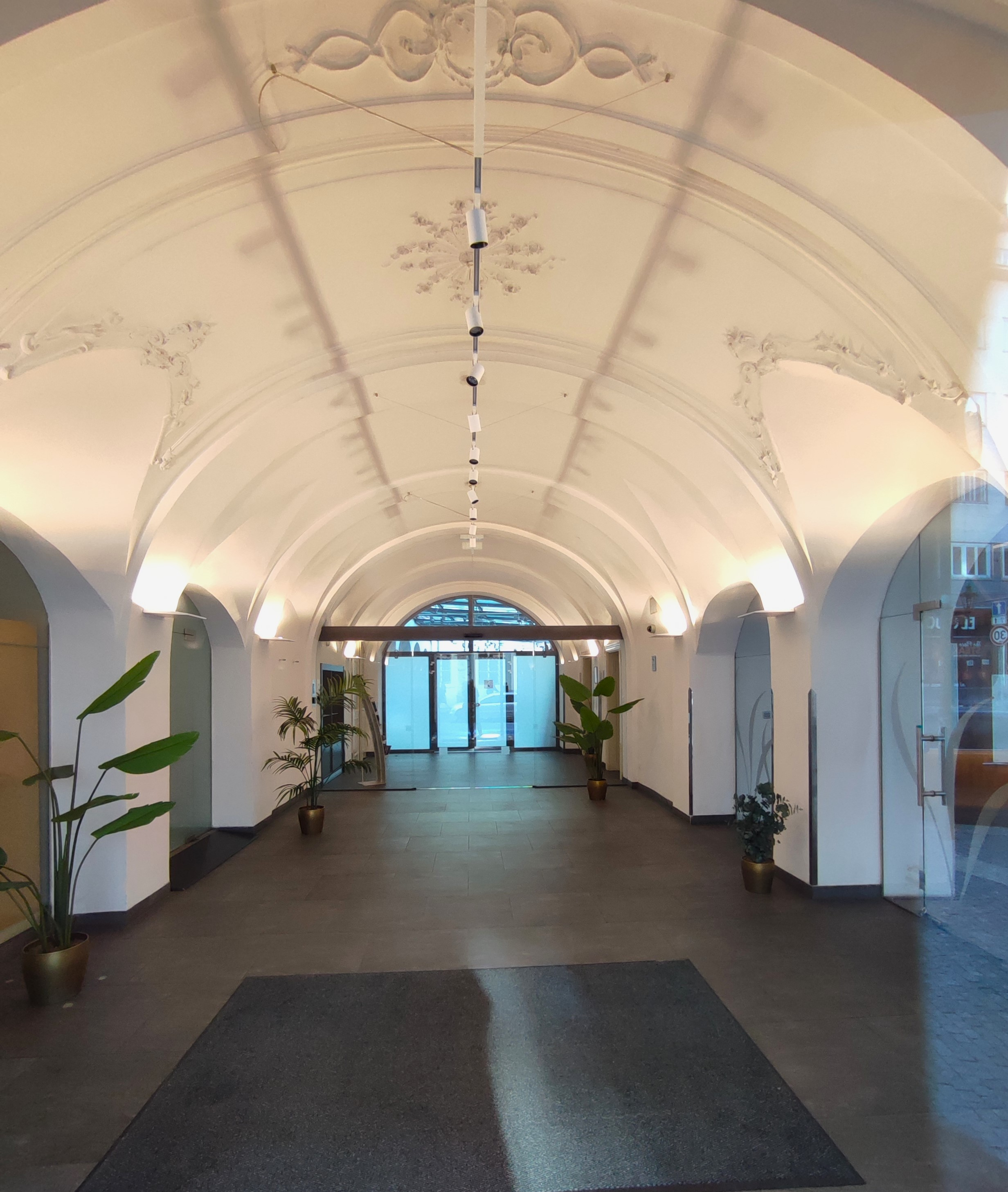
Vstupní hala
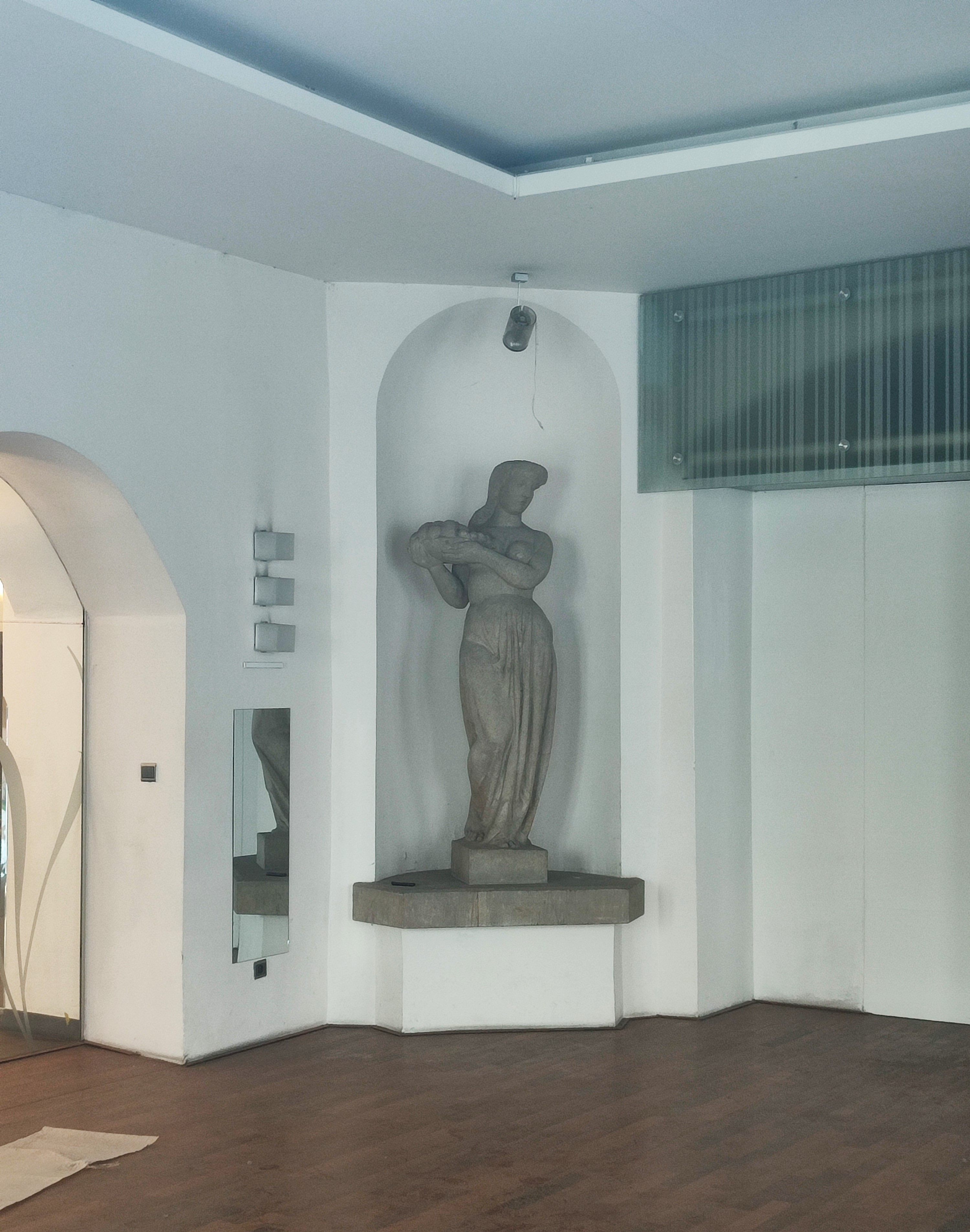
socha v obchodě
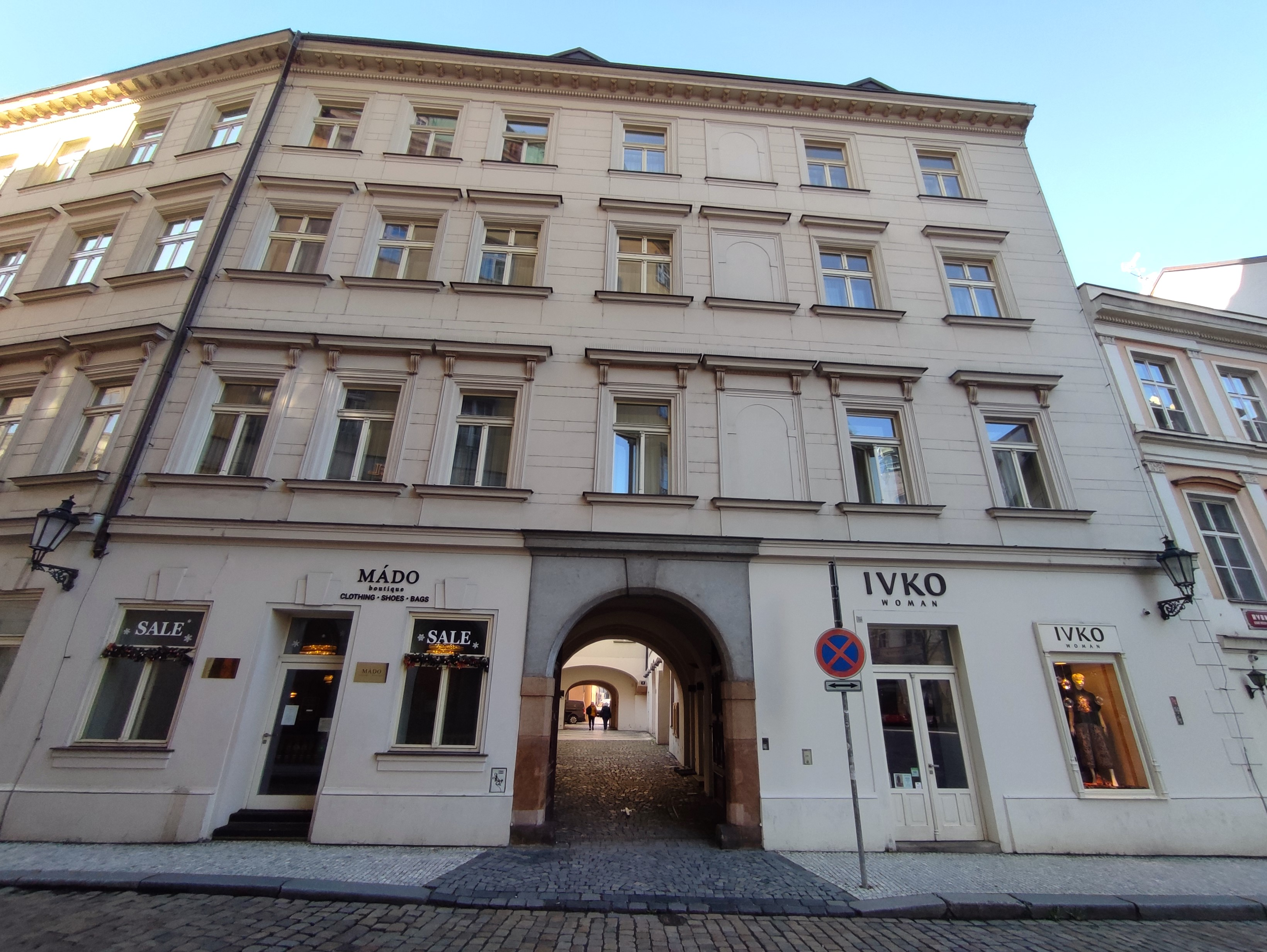
Fasáda do Králodvorské ulice
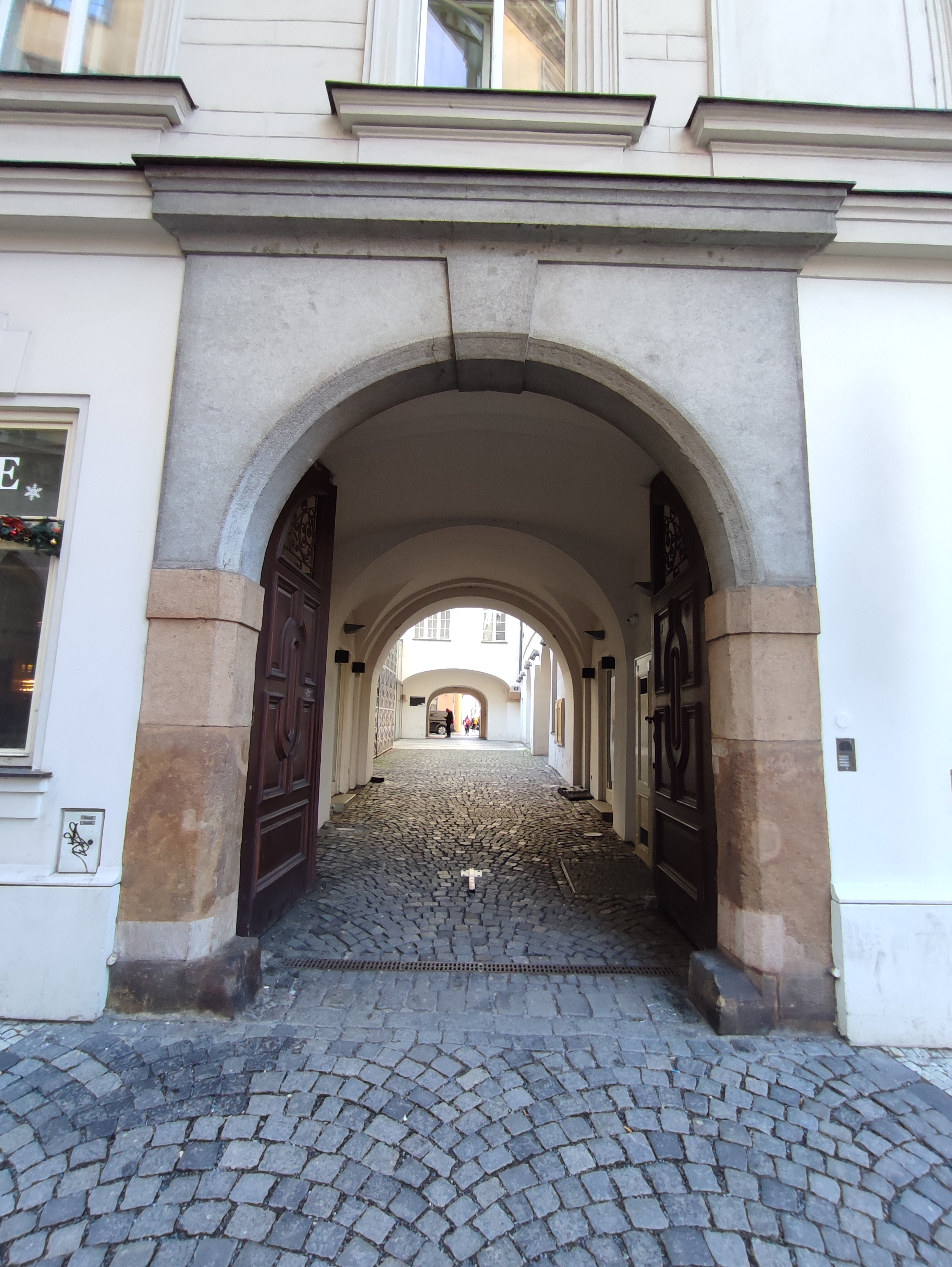
Portál průchodu z Králodvorské do Templové
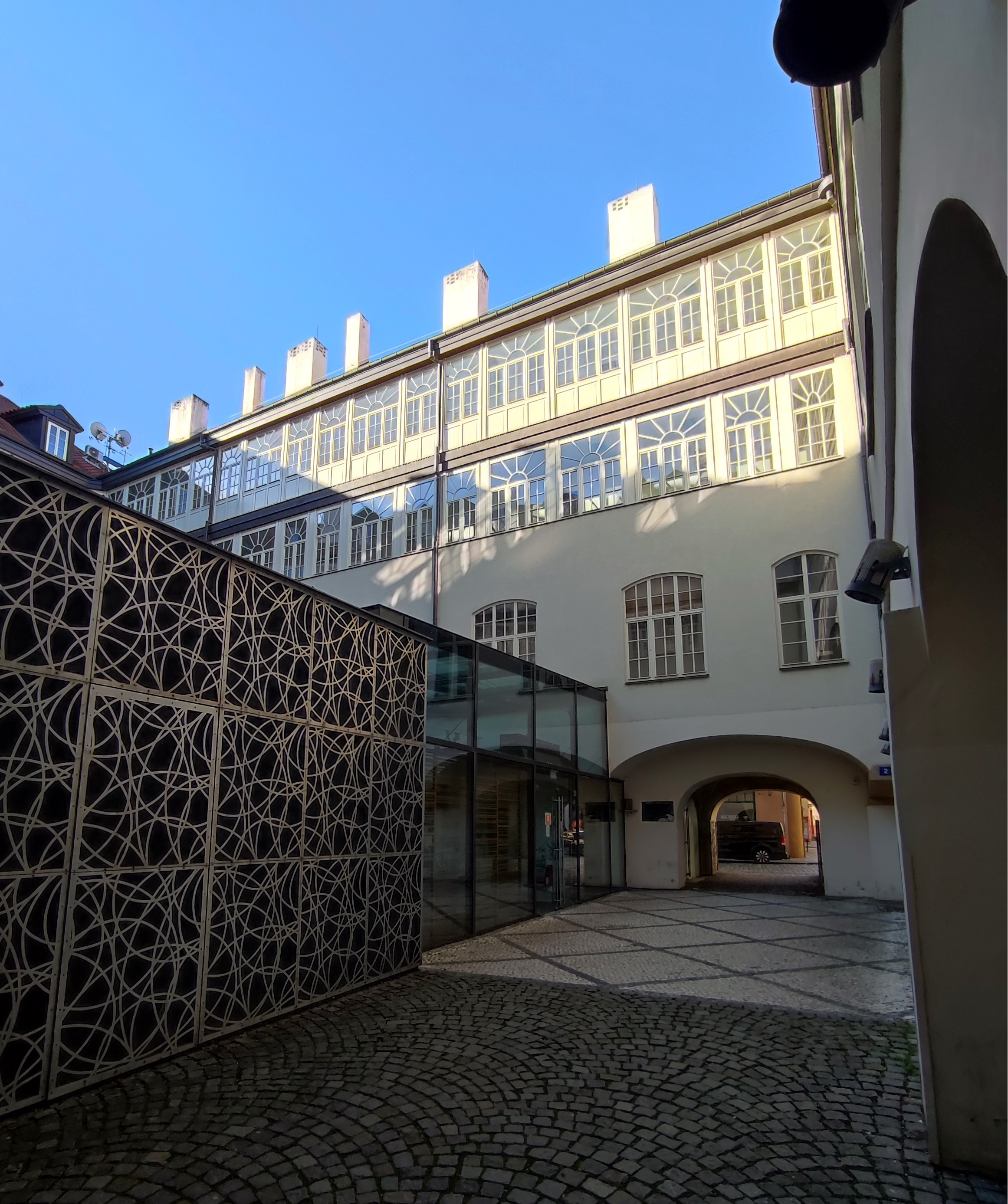
Dvůr a průchod z Králodvorské  do Templové
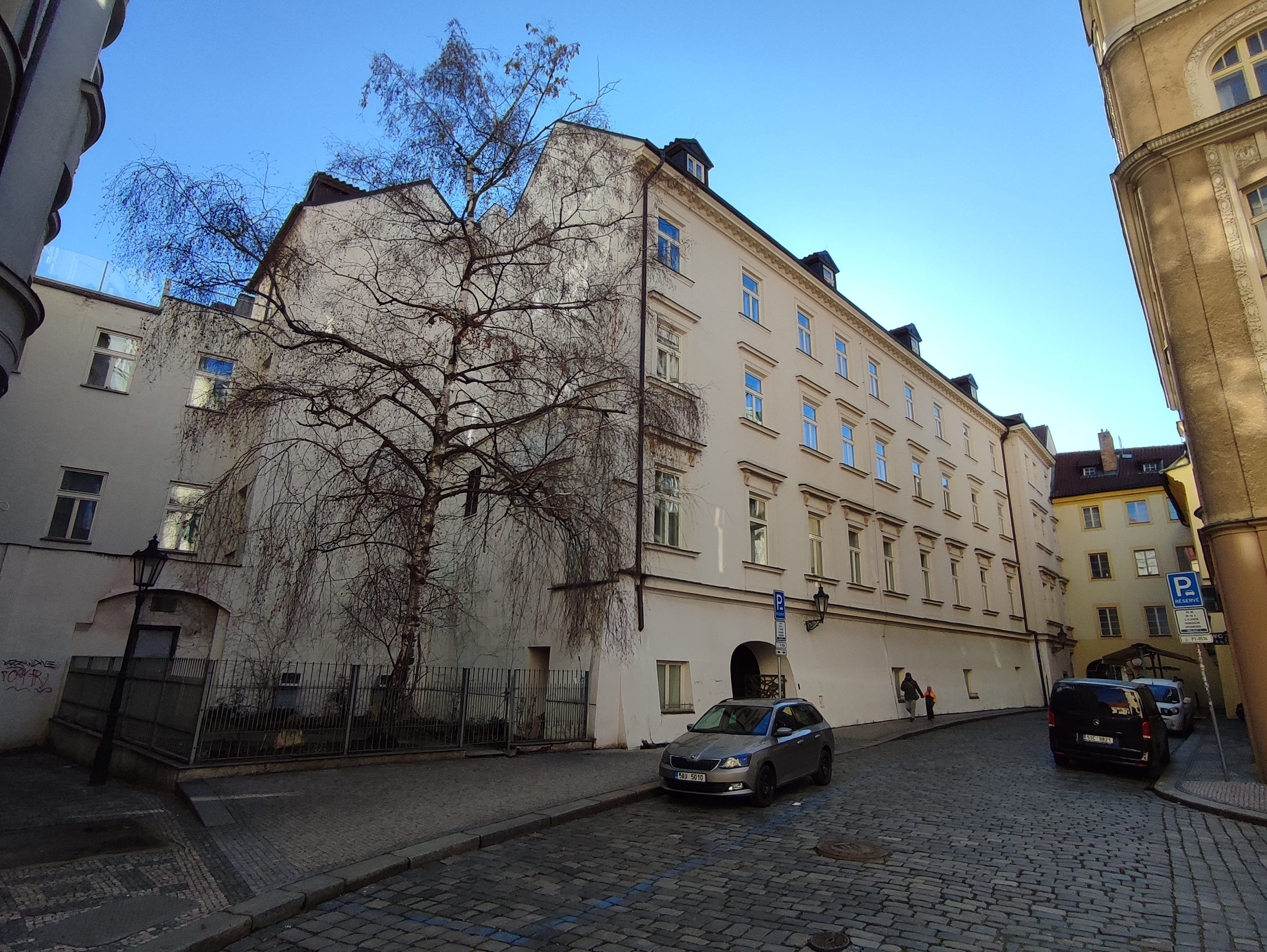
Zadní křídlo do Templové ulice